# Codice di Madrid II
Il codice di Madrid II è un codice di Leonardo da Vinci conservato presso la Biblioteca nazionale di Spagna di Madrid.